# Mount Gough
Mount Gough ist ein markanter und über 1000 m hoher Berg in der antarktischen Ross Dependency. In den Churchill Mountains bildet er den östlichen Abschnitt der Swithinbank Range und überragt die Westflanke des Starshot-Gletschers an der Einmündung des Donnally-Gletschers.
Das Advisory Committee on Antarctic Names benannte ihn 1967 nach Robert Philip Gough (1910–1988), Surveyor-General of New Zealand von 1962 bis 1970.